# Ruta Estatal de California 71
La Ruta Estatal 71 (SR 71) es la Chino Valley Freeway (Autovía Chino Valley), anteriormente como Corona Expressway y antes como Temescal Freeway, es una autovía/carretera de alrededor de 15 millas (24 km) en longitud localizada completamente dentro del Sur de California, Estados Unidos. Al contrario de su nombre, esta carretera es solamente una autovía en los condados de San Bernardino y Riverside; en el condado de Los Ángeles es sólo una carretera.
Esta ruta forma parte del Sistema de Autovías y Vías Expresas de California y es eligible para el Sistema Estatal de Carreteras Escénicas.